# Rin Tin Tin

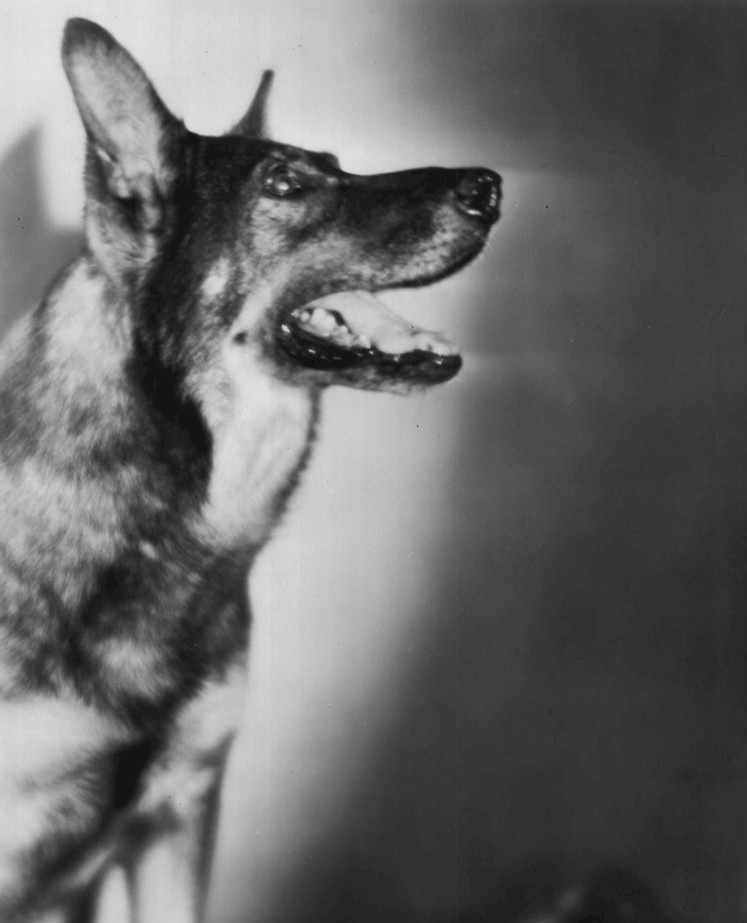
Rin Tin Tin (1929).

Rin Tin Tin var ett namn som flera schäferhundar fick i film- och TV-branschen.
Den förste var en valp född i september 1918 som hittades i en sönderbombad kennel i Lorraine i Frankrike ett par månader före första världskrigets slut. Hunden fick namnet Rin Tin Tin efter en docka som franska barn givit de amerikanska soldaterna för att ge dem tur, och efter krigets slut tog soldaten Lee Duncan med sig hunden hem till Kalifornien. Den fick lära sig många konster, och en dag upptäcktes den av en filmproducent.
Rin Tin Tin debuterade i rollen som varg i filmen The Man From Hell's River 1922, en roll som den fick spela många gånger trots att den inte var särskilt lik en varg. Rin Tin Tin fick till och med en egen radioshow – The Wonder Dog – och hade en egen kock.
Rin Tin Tin har en stjärna på Hollywood Walk of Fame. Rin Tin Tin avled 10 augusti 1932, och senare fick även andra filmhundar detta namn. Han är begravd på djurkyrkogården Cimetière des Chiens i Paris.
Hunden Ratata (Ran-Tan-Plan på franska) i seriealbumen om Lucky Luke är en parodi på Rin Tin Tin.